# District de Donghu
Pour les articles homonymes, voir Donghu.
Le district de Donghu (东湖区 ; pinyin : Dōnghú Qū) est une subdivision administrative de la province du Jiangxi en Chine. Il est placé sous la juridiction de la ville-préfecture de Nanchang.